# Sharon Pecjak
Sharon Pecjak (1944) è un'ex sciatrice alpina statunitense.

## Biografia
Sciatrice polivalente, Sharon Pecjak, dopo aver vinto la medaglia d'oro nella discesa libera ai Campionati statunitensi 1962, debuttò in campo internazionale in occasione delle Vail Trophy Races 1963 (Vail, 9-10 febbraio), dove si classificò 9ª nella discesa libera, 6ª nello slalom speciale e 8ª nella combinata, e nello stesso anno vinse la medaglia d'argento nella discesa libera ai Campionati statunitensi 1963 (Aleyska, 4-6 aprile), sua ultima apparizione agonistica. Non prese parte a rassegne olimpiche o iridate.

## Palmarès

### Campionati statunitensi
- 2 medaglie (dati parziali):
  - 1 oro (discesa libera nel 1962[3])
  - 1 argento (discesa libera nel 1963[5])